# Thalheim (Monti Metalliferi)
Thalheim (ufficialmente  Thalheim/Erzgeb., abbreviazione di Thalheim/Erzgebirge; letteralmente "Thalheim/Monti Metalliferi") è una città di 5 948 abitanti della Sassonia, in Germania.
Appartiene al circondario dei Monti Metalliferi.